# Lana Zerkalová
Lena Volodymyrivna Zerkalová, nebo také Olena Zerkalová (ukrajinsky Олена Володимирівна Зеркаль či Олена Зеркаль, * 24. června 1973, Kyjev) je ukrajinská diplomatka a bývalá zástupkyně ministra zahraničnich věcí Ukrajiny pro evropské záležitosti. Lana také pracovala od roku 2001 na ukrajinském ministerstvu spravedlnosti jako ředitelka odboru mezinárodního práva, od roku 2005 jako ředitelka státního odboru pro aproximaci právních předpisů a od roku 2011 do 2013 pracovala jako ředitelka odboru pro styk se státními orgány.